# Napoléon Zérvas
Napoléon Zérvas (em grego:  Ναπολέων Ζέρβας; 17 de maio de 1891 – 10 de dezembro de 1957) foi um oficial do Exército Helênico e líder da resistência durante a Segunda Guerra Mundial. Organizou e liderou a Liga Nacional Republicana Grega (EDES), a segunda mais significativa (depois da EAM), em termos de tamanho e atividade, organização de resistência contra a Ocupação do Eixo da Grécia. 

## Biografia
Zérvas nasceu em Arta, Épiro, mas seus ancestrais vieram da aldeia de Souli.  Depois de terminar o ensino médio em 1910, voluntariou-se para a 2ª Divisão de Infantaria. Durante as Guerras Balcânicas, foi promovido ao posto de primeiro sargento. Mais tarde, ele frequentou a Escola de Sargentos do Exército Helênico e se formou como sargento-mor em 1914. 
Zérvas era venizelista e, em 1916, foi um dos primeiros a aderir ao Movimento Venizelista de Defesa Nacional em Salônica. Serviu com distinção em muitas batalhas da Frente da Macedônia durante a Primeira Guerra Mundial, sendo eventualmente promovido a major. Após a derrota do Partido Liberal nas eleições de 1920, fugiu para Constantinopla. Ele só retornou a Atenas no final de 1922, após a Revolução de Setembro de 1922, e voltou ao exército. 
Três anos depois, após a instauração da ditadura do general Theódoros Pagálos (junho de 1925), foi nomeado comandante da guarnição da cidade de Atenas e, ao mesmo tempo, assumiu o comando do Segundo Batalhão da Guarda Republicana. Estas tropas serviram como principais redutos do regime militar de Pangalos na capital. No entanto, Zérvas participou no golpe de estado de 22 de agosto de 1926, liderado pelo general Geórgios Kondílis, que derrubou Pangalos. Zérvas, porém, confrontou Kondylis um mês depois, quando o novo homem forte tentou desarmar e dissolver a Guarda Republicana. Batalhas sangrentas ocorreram em Atenas entre o batalhão de Zérvas e as forças governamentais. Após sua derrota, Zérvas foi condenado à prisão perpétua. No entanto, dois anos depois, o recém estabelecido governo republicano de Elefthérios Venizélos (o governo dos liberais de 1928-1932) concedeu-lhe anistia e Zérvas foi nomeado tenente-coronel aposentado. 

## Ocupação e resistência

### Estabelecimento da EDES

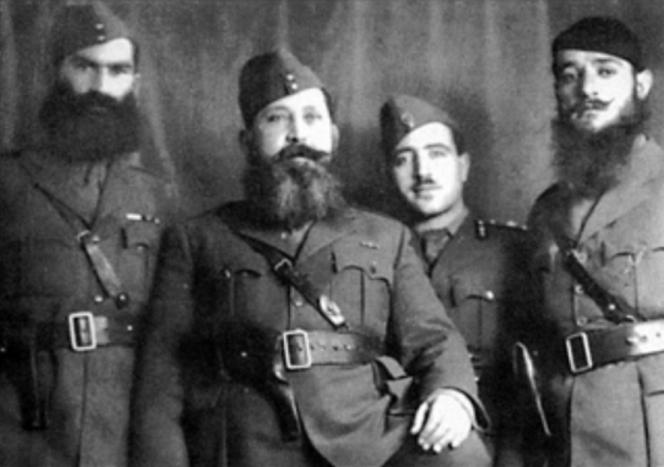
Napoléon Zérvas com outros líderes do EDES.

Em setembro de 1941, poucos meses após o início da Ocupação do Eixo da Grécia, Zérvas, juntamente com outros oficiais do exército e figuras políticas venizelistas, fundaram a Liga Nacional Republicana Grega (EDES). Os objetivos do EDES eram a luta contra os conquistadores da Grécia, a abolição da monarquia grega e o estabelecimento de uma república baseada em princípios social-democratas. Os dois princípios mais orientadores para Zérvas eram o ódio à Casa de Glücksburg, juntamente com um ódio igualmente intenso ao comunismo.  A plataforma partidária do EDES falava de uma "república de forma socialista", mas o historiador britânico Mark Mazower descreveu o socialismo de Zérvas como "apenas superficial".  Notavelmente, a plataforma da EDES não mencionou a resistência armada, e só depois de Zervas ter sido subornado com 24 000 soberanos de ouro de um agente do Executivo de Operações Especiais Britânico (SOE) é que ele concordou em ir para as montanhas para travar uma guerra de guerrilha.  Obeso e hipocondríaco, Zervas relutava em assumir a árdua vida de andarte (guerrilheiro), preferindo ficar em Atenas. 
A SOE tinha uma opinião negativa sobre a capacidade de Zérvas de liderar, com um agente escrevendo amargamente sobre seu "desrespeito até mesmo pela organização elementar".  O mesmo relatório referia que Zérvas “espera o melhor mas emprega uma multidão de oficiais inúteis, porque seria perturbador a paz demiti-los... Como organizador, o seu valor é NIL”.  Homem encantador, descrito por quem o conhecia como um "diretor de empresa brando e tranquilo", Zérvas era principalmente um líder político e não militar.  Outro agente da SOE escreveu sobre Zérvas que ele era como: “o presidente de uma empresa provincial de bondes que é impulsionada e continua funcionando, mas sempre paira sobre ela a sombra de mudanças radicais nos ônibus em um futuro sombrio não está indo muito mal para si mesmo, e se o futuro não for muito promissor, ele próprio está bem provido". 
Em agosto de 1942, com seu conselheiro político e segundo em comando do EDES, Komninós Pyromáglou, foi para as montanhas do Épiro, onde fundou o ramo militar do EDES, o EOEA (Ethnikes Omades Ellinon Antarton, Grupos Nacionais de Guerrilhas Gregas). Ao chegar às montanhas de seu Épiro natal, Zérvas confiou principalmente em conexões familiares para recrutar andartes.  Zérvas era um líder guerrilheiro tradicional cujo estatuto de archigos (líder) se baseava no seu carisma, e a sua plataforma política era notavelmente vaga para além do seu apelo à restauração da república.  Pyromáglou resumiu a filosofia EDES de Zérvas como: "Fé no Líder. Tudo do Líder. Tudo pelo Líder."  As forças EDES-EOEA foram proclamadas como forças combatentes dos Exércitos Aliados pelo Quartel-General Britânico do Médio Oriente.
Zérvas incorporou não só os republicanos, mas também cada vez mais os monarquistas no seu movimento, que viam o EDES como a única alternativa aceitável ao EAM, o movimento de resistência rival dominado pelos comunistas que se tinha estabelecido na maior parte do país. As atividades da EOEA limitavam-se em grande parte ao Épiro, mas Zérvas tinha algum controle da Etólia-Acarnânia, na área de Valtos. 

### Gorgopótamos e Épiro
Em novembro de 1942, as forças da EDES e as da ELAS (sob o comando de Áris Velouchiótis), em colaboração com um pequeno grupo de sabotadores especialistas britânicos e neozelandeses, explodiram a Ponte Gorgopotamos. Após o sucesso da Operação Harling, uma equipe de agentes da SOE liderada por "Monty" Woodhouse chegou para treinar suas forças e providenciar o envio de armas. 

### Mudando Lealdades

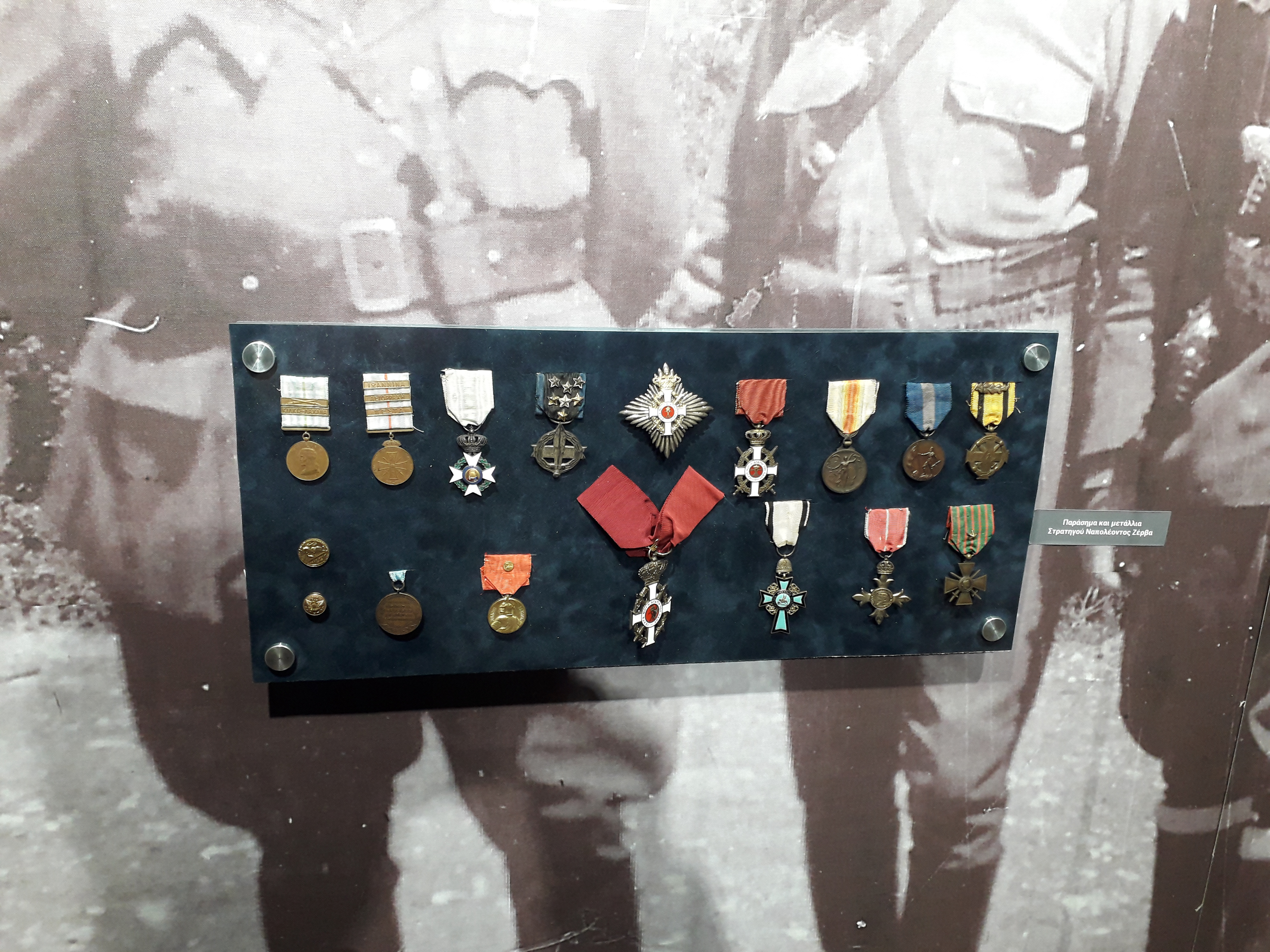
Prêmios e condecorações militares de Zérvas

Como republicano, Zérvas se opôs naturalmente ao governo no exílio no Cairo liderado pelo rei Jorge II, mas depois que Woodhouse deixou claro que os britânicos estavam dispostos a aumentar o fornecimento de armas se ele se tornasse monarquista, em 9 de março de 1943, Zérvas enviou uma mensagem declarando sua lealdade ao rei.  Como o EDES era um grupo republicano, a repentina conversão de Zérvas ao monarquismo chocou os seus seguidores.  Ao mesmo tempo, Zérvas alertou Woodhouse sobre as "forças obscuras do comunismo apoiadas pela Rússia", com o que ele se referia ao rival EAM (Ethnikó Apeleftherotikó Métopo - Frente de Libertação Nacional).  Os britânicos aumentaram substancialmente o fornecimento de armas à EDES depois que Zérvas proclamou a sua lealdade ao rei e, no decurso de 1943, a EDES recebeu o dobro da quantidade de armas que a EAM recebeu da Grã-Bretanha.  Apesar da hostilidade do governo britânico à EAM e da preferência pela EDES, os relatórios da SOE indicavam que a EAM era o grupo de resistência maior e mais eficaz. 
Em 1943, os Aliados planejavam invadir a Sicília. Como diversão, os britânicos planearam fazer com que os alemães pensassem que os Aliados estavam a planear invadir a Grécia, o que exigia um aumento nos ataques de guerrilha destinados a estimular o prelúdio de uma invasão.  Ao ameaçar cortar o fornecimento de armas, a SOE conseguiu impor o Acordo de Bandas Nacionais em maio de 1943, segundo o qual EAM e EDES concordaram em parar de lutar entre si, e ambos se colocaram sob o comando do Marechal de Campo Henry "Jumbo" Wilson, o comandante supremo aliado no Mediterrâneo.  No verão de 1943, a EAM, a EDES e a SOE trabalharam juntas na Operação Animals, uma campanha total de sabotagem e ataques de guerrilha contra a Wehrmacht que representava exatamente o tipo de campanha de guerrilha que a Wehrmacht esperava como o prelúdio de uma invasão.  Como consequência, 8 divisões alemãs foram enviadas às pressas para a Grécia.

### Protegendo a costa Jônica e expulsão dos Chams
No final de 1944, o EDES sob a liderança de Zérvas garantiu a costa Jônica sob o apoio britânico. A operação subsequente levou à expulsão de toda a minoria albanesa muçulmana Cham, ca. 20.000 homens, da região grega do Épiro. Os Chams, pouco integrados na sociedade grega cristã, tinham sido alvo do irredentismo albanês patrocinado pela Itália tanto antes como durante a guerra, enquanto uma parte tinha colaborado com o Eixo, participando em ações de represália contra a população grega. Uma pequena parte juntou-se à guerrilha de esquerda EAM-ELAS.  Em 18 de junho de 1944, as forças EDES comandadas por Zérvas com o apoio dos Aliados lançaram um ataque à Paramítia, em Tesprócia. Após um conflito de curto prazo contra as forças combinadas Cham-Alemãs, a cidade foi finalmente libertada.  O avanço bem sucedido das forças EDES continuou durante o verão de 1944. Uma série de represálias violentas contra a comunidade muçulmana da cidade durante estes acontecimentos foram cometidas sem a permissão da liderança do EDES.  Estas represálias fizeram com que a maior parte da comunidade Cham fugisse através da fronteira para a Albânia.   
Nas fases finais da Ocupação, a EDES ficou contida estritamente na área do Épiro, tendo perdido Aitoloakarnania, após uma mini-guerra civil com a ELAS em 1943. Durante os confrontos de dezembro de 1944, o EDES foi atacado mais uma vez por Áris Velouchiótis, e em 24 horas foi obrigado a deixar o Épiro e fugiu para a ilha de Corfu. Em 15 de fevereiro de 1945, após a derrota da ELAS em Atenas pelas forças governamentais e britânicas, Zérvas dissolveu os remanescentes da sua força de guerrilha em Corfu. 

## Pós-guerra

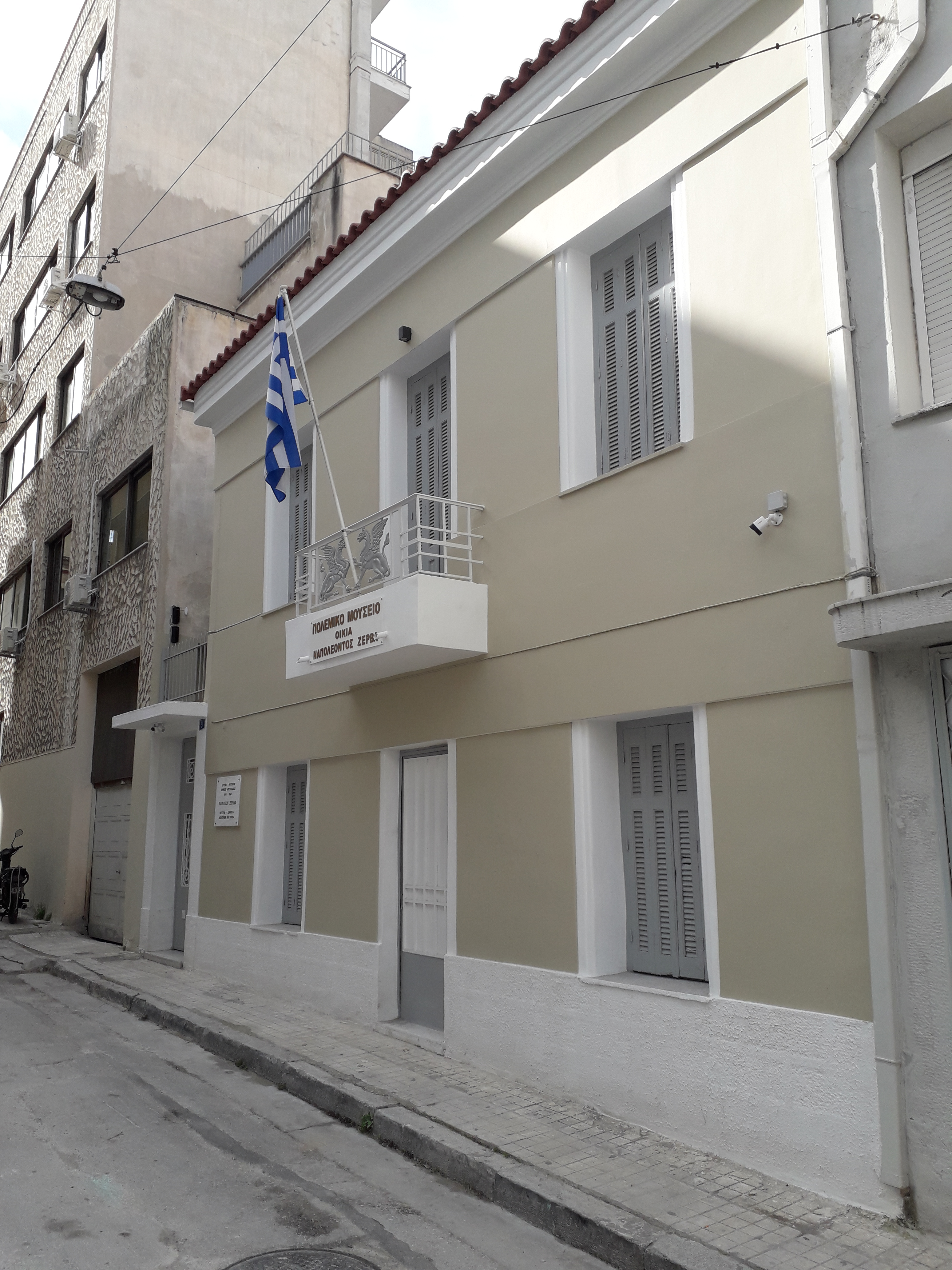
Museu Casa do General Napoléon Zérvas

Após a Segunda Guerra Mundial, Zérvas fundou o Partido Nacional da Grécia e nas eleições de 31 de março de 1946, foi eleito representante do distrito de Janina no Parlamento Helênico, enquanto o seu partido ganhou 25 assentos nele. Posteriormente, participou no gabinete de Dimítrios Máximos como Ministro sem pasta, de 24 de janeiro a 23 de fevereiro de 1947, e posteriormente como Ministro da Ordem Pública até 29 de agosto de 1947. 
Os EUA e o Reino Unido opuseram-se à sua nomeação, suspeitando-o de colaboração com aAlemanha Nazista durante a Segunda Guerra Mundial e de ambições ditatoriais. 
Como Ministro da Ordem Pública, Zérvas iniciou reformas ineficientes da gendarmaria e ordenou prisões em massa de comunistas.  Quando foi substituído, Dwight Griswold, chefe da missão económica dos EUA na Grécia, disse: "Sinto que ele está a fazer mais comunistas do que a eliminar".  Alguns anos depois, Zérvas fundiu o seu partido com o Partido Liberal e foi reeleito representante de Ioannina no Parlamento. Em seguida, serviu como Ministro de Obras Públicas nos gabinetes de Sofoklís Venizélos de 2 de setembro de 1950 a 30 de setembro de 1951, ocupando também a pasta da Marinha Mercante até 1 de fevereiro de 1951.   Não conseguiu a sua reeleição no Parlamento nas eleições seguintes e retirou-se da política.
Ele morreu em Atenas em 10 de dezembro de 1957. 
Em 2008, a casa da segunda esposa de Zérvas, Aikaterini, localizada na rua Kallergi 9, em Metaxourgeio, foi doada à Fundação Museu da Guerra com o intuito de transformá-la em um museu dedicado à sua vida. O Museu Casa do General Napoléon Zérvas foi inaugurado em novembro de 2022 e suas exposições abrangem a vida de Zérvas e a atividade de resistência de EDES.  

#### Em grego
- Μιχάλης Λυμπεράτος, «Οι οργανώσεις της Αντίστασης-ΕΔΕΣ», Ιστορία της Ελλάδας του 20ου αιώνα, τομ. Γ2 εκδ. Βιβλιόραμα,(2007), σελ. 35 κ.εξ
- Χωρίς συντάκτη, «Ζέρβας Ναπολέων», Παγκόσμιο Βιογραφικό Λεξικό, Εκπαιδευτική Ελληνική Εγκυκλοπαίδεια, Εκδοτική Αθηνών, τομ. 3 (1990), σελ.415-416
- Ιωάννης Παπαφλωράτος, «Η ίδρυση του ΕΔΕΣ. Οι απαρχές μιας αντιστασιακής οργάνωσης», Ιστορικά θέματα, τχ. 56 (Νοέμβριος 2006), σελ. 65-77
- Θανάσης Διαμαντόπουλος, Η ελληνική πολιτική ζωή: εικοστός αιώνας. Από την προβενιζελική στη μεταπαπανδρεϊκή εποχή, εκδ. Παπαζήσης, Αθήνα, 1997
- Andre Gerolymatos, «Ο ρόλος των αξιωματικών του ελληνικού στρατού στην Αντίσταση», στο: Πρακτικά του Διεθνούς Ιστορικού Συνεδρίου ‘’Η Ελλάδα 1936-44 Δικτατορία-Κατοχή-Αντίσταση, εκδ. Μορφωτικό Ινστιτούτο Α.Τ.Ε. Αθήνα, 1990, σελ. 290-301
- Hagen Fleischer, «Επαφές μεταξύ των γερμανικών αρχών κατοχής και των κυριότερων οργανώσεων της Ελληνικής αντίστασης. Ελιγμός ή συνεργασία», στο: Η Ελλάδα στη δεκαετία 1940-1950. Ένα έθνος σε κρίση, εκδ. Θεμέλιο, Αθήνα, 1984, σελ. 91-115
- Θάνος Βερέμης, Οι επεμβάσεις του στρατού στην Ελληνική πολιτική: 1916-1936, εκδ. Εξάντας, Αθήνα, 1977
- Άλκης Ρήγος, Τα κρίσιμα χρόνια 1922-1935, τομ. 1, εκδ. Παπαζήσης, Αθήνα, 1995
- Χάγκεν Φλάισερ, Στέμμα και σβάστικα. Η Ελλάδα της κατοχής και της αντίστασης 1941-1944, τομ. Α εκδ. Παπαζήσης, Αθήνα, χ.χ
- Θανάσης Σφήκας, «Ναπολέων Ζέβας: Η εκδίκηση του ηττημένου,1945-1947», Δωδώνη, Επ.Επ.Φιλ.Ιωαννίνων, τομ. 34 (2005), σελ. 191-208
- Ιωάννης Β. Αθανασόπουλος, Ναπολέων Ζέρβας και το έπος της Εθνικής Αντιστάσεως του ΕΔΕΣ-ΕΟΕΑ, Πελασγός, Αθήνα 2015, σ. 96-164, 193-234, 405-436.